# Life Won't Wait
Life Won't Wait è un album del gruppo punk statunitense Rancid, pubblicato nel 1998 dalla Epitaph Records.

## Il disco
In quest'album i Rancid si spostano molto verso lo ska (genere già "provato" nel precedente And Out Come the Wolves) e addirittura verso il reggae, soprattutto nella canzone omonima all'album, in cui collabora Buju Banton, cantante reggae che i Rancid incontrarono in un loro viaggio in Giamaica.
L'album riscosse un discreto successo, per quanto minore del precedente ...And Out Come the Wolves, e raggiunse la 35ª posizione nella Billboard 200.
All'album hanno collaborato diversi artisti tra i quali Marky Ramone e il già citato Buju Banton.
Nell'album successivo, Rancid 2000, i Rancid tornano su un punk ancora più hardcore degli inizi, senza neanche un accenno di ska o reggae.

## Tracce
1. Intro – 0:48
2. Bloodclot – 2:45
3. Hoover Street – 4:10
4. Black Lung – 1:53
5. Life Won't Wait – 3:48
6. New Dress – 2:51
7. Warsaw – 1:31
8. Hooligans – 2:33
9. Crane Fist – 3:48
10. Leicester Square – 2:35
11. Backslide – 2:54
12. Who Would've Thought – 2:57
13. Cash, Culture And Violence – 3:10
14. Cocktails – 3:21
15. The Wolf – 2:39
16. 1998 – 2:46
17. Lady Liberty – 2:20
18. Wrongful Suspicion – 3:32
19. Turntable – 2:17
20. Something In The World Today – 2:34
21. Corazon De Oro – 3:59
22. Coppers – 5:02

## Singoli
- Bloodclot
- Hooligans

## Formazione
- Tim Armstrong - chitarra e voce
- Lars Frederiksen - chitarra e voce
- Matt Freeman - basso e voce
- Brett Reed - batteria